# Simon Stevin Vlaams Vestingbouwkundig Centrum
Het Simon Stevin Vlaams Vestingbouwkundig Centrum is een vzw die werd opgericht in 1964, toen nog als "stichting", die zich bezighoudt met het inventariseren van oude militaire vestingwerken. Ze werd genoemd naar Simon Stevin, beroemd Vlaams ontwerper van vestingwerken.
Al snel werd de activiteit uitgebreid naar het historisch onderzoek van de sites, mogelijk ook het in stand houden ervan, zelfs de restauratie of de erkenning als onroerend erfgoed c.q natuurmonument. De vereniging ontstond binnen de VTB-VAB, en werd in 1996 een zelfstandige vzw.
Hoewel de vereniging "Vlaams" heet, beperkt ze zich hoegenaamd niet tot het Vlaamse grondgebied. Logisch, vermits in de geschiedenis meerdere vreemde mogendheden hier hun militaire activiteiten ontplooiden.
Het betreft vooral historische sites, van voor de Romeinse tijd tot en met de Koude Oorlog. Enkele voorbeelden zijn: de gebastioneerde stadsversterkingen, de polygonale fortengordel rond Antwerpen, maar ook aarden wallen, anti-tankkanalen of het Fort Napoleon in Oostende.
Bunkers en forten uit de 20ste eeuw zoals Duitse constructies uit de Eerste en Tweede Wereldoorlog krijgen de aandacht van de Werkgroep Moderne Fortificatie.
Het Simon Stevin Vlaams Vestingbouwkundig Centrum staat ten dienste van de overheid (Vlaams Gewest, provincies en gemeenten) en studenten (archeologie, geschiedenis of architectuur) en ook aan haar leden.
Het centrum organiseert ook bezoeken aan forten, verdedigingsgordels of bunkers. Het houdt ook contact met zusterorganisaties zoals de International Fortress Council (IFC) en de Vlaamse Contactcommissie voor Monumentenzorg (VCM). Het centrum publiceert resultaten van onderzoekswerk in het ledenblad "Vesting".